# Una società
Una società è un racconto breve della scrittrice inglese Virginia Woolf. Pubblicato per la prima volta nel 1921 nella raccolta Lunedì o martedì (curata dall'autrice stessa), il racconto verrà poi escluso da Leonard Woolf nell'edizione postuma del 1944 della medesima raccolta, da lui intitolata Una casa infestata e altre storie.

## Trama
Il racconto, ambientato a cavallo tra gli anni '10 e '20 del Novecento e le cui protagoniste sono un gruppo di giovani donne che decidono di formare una società, ha come oggetto una tematica molto cara alla Woolf: il rapporto tra il sesso femminile e quello maschile in un'epoca moderna che rivela progressivamente le storture accumulatesi nei secoli nella civiltà occidentale.
Nel breve racconto, le donne in questione si prefiggono infatti di rifiutare di sposarsi e di fare figli finché non si saranno convinte dell'esistenza di un effettivo vantaggio che tali pratiche dovrebbero recare: la ridondanza nella produzione letteraria del tempo, dominata dal sesso maschile e diventata banale e sterile, dà loro lo spunto per iniziare un complesso processo investigativo al quale ognuna di esse farà parte e che avrà come scopo di entrare nel mondo degli uomini ed annotare le loro opinioni, i loro comportamenti ed in generale qualsiasi cosa utile per persuadersi che procreare bambini, gli adulti di domani, non sia solo una perdita di tempo.
Dopo anni passati in meticolose indagini e numerose riunioni, la società si abbandona allo sconforto: la verità sembra impossibile da raggiungere, e sebbene numerose delle menzogne sulla presunta superiorità maschile siano state sfatate le donne si sentono incapaci di tirare le somme. La tendenza alla divagazione di molte delle appartenenti al gruppo rende l'obiettivo inattuabile: l'unica conclusione alla quale pervengono è che non si può né si deve credere nella superiorità dell'intelletto maschile o nell'intelligenza, che sta alla base di ogni tormento; la sola via di salvezza è credere in se stesse.
Il racconto si chiude così con un metaforico passaggio del testimone alla figlia della donna che era rimasta incinta, la quale, interrotta dalla madre mentre sta innocentemente giocando con la sua bambola, riceve gli appunti della società delle donne, li legge e scoppia a piangere.

## Analisi
Una società contiene in nuce molti elementi del femminismo di Virginia Woolf. Qui ne sono elencati alcuni. 
- la perizia quasi scientifica con la quale l'autrice raccoglie dati riguardo alle differenze sociali e culturali che discriminavano le donne dagli uomini nell'età in cui ella viveva, perizia che si riflette nel lungo ed oneroso compito che le donne della società descritta si propongono;
- l'arguta, tagliente ma sempre educata ironia con la quale le protagoniste si prendono gioco degli uomini;
- la denuncia all'egemonia ed al dominio maschile della realtà occidentale, che a causa della supremazia dei valori maschili è stata condotta ad aberrazioni quali la prima guerra mondiale;
- la presenza del tema dello sciopero del sesso e della conseguente procreazione, che verrà discusso dalla Woolf nel saggio Le tre ghinee, opera in cui l'autrice evidenzia come esso sia uno dei possibili modi indiretti per influenzare la società maschilista: benché nel racconto non si trovi alcuna volontà contestatrice nel gesto delle donne, è comunque rilevante notare come il tema ripreso dalla Lisistrata di Aristofane sia presente anche negli scritti più giovanili dell'autrice;
- il concetto di "società delle donne" che verrà poi ripreso dalla Woolf sempre nel saggio sopracitato, in cui la scrittrice parla di "società delle Estranee". Questa società, a detta dell'autrice, sarà interamente costituita da "figlie di uomini colti" che avranno, oltre ad altri compiti, quello di indagare incessantemente l'universo sociale e culturale degli uomini: evidente è la somiglianza con la società descritta nel racconto.